# Заремба (хутір)
Заремба — колишній хутір в Україні, нині — частина села Гадинківців Копичинецької громади Чортківського району Тернопільської области.

## Географія
На північний захід від поселення проляглє автошлях Тернопіль–Чернівці (за 3 км) і залізнична станція 
с.Гадинківціі (за 1 км).

## Назва
Назва походить від прізвища першого поселенця Заремби.

## Історія
До 1958 р. належав до села Гадинківці, нині його вулиця Підлісна за 2 км на захід від села.
Відомий із 1925 р., виник у результаті розпарцеляції маєтку Артура Цєлєцького, який землі за Гадинківським лісом і межею з Чортківським повітом роздав колоністам із Західної Польщі.
Протягом 1925–1939 рр. — хутір Копичинецького повіту Тернопільського воєводства. Після 17 вересня 1939 р. у Зарембі встановлено радянську владу. Від січня 1940 р. до приєднання до с. Гадинківці хутір — Пробіжнянського району.
З 6 липня 1941 р. до 23 березня 1944 р. — під нацистською окупацією. В роки німецько-радянської війни у Червоній армії загинули жителі хутора: Тит Буберняк (1897–1944), Федір Буберняк (1925–1944), Іван Гардзель (1920–1945), Микола Малаш (1922–1944), Володимир Мороз (1926–1945); пропали безвісти: Тадей Бортняк (1913–1945), Микола Молодняк (1914–1945).
У березні 1949 р. на хуторі було 39 дворів, проживало 199 осіб, працювали школа, клуб; у лютому 1952 р. — 51 двір, 283 особи. Місцева влада планувала перетворити Зарембу в село, однак у 1958 р. хутір приєднано до Гадинківців.

## Релігія
- церква святого Петра і Павла (2002).

## Соціальна сфера
Є клуб.